# La Maliciosa
La Maliciosa je hora ve Španělsku. Nachází se v pohoří Sierra de Guadarrama 50 km severozápadně od Madridu. Je vysoká 2227 m n. m. a má prominenci 153 metrů. 
Hora je charakteristickou dominantou středošpanělské Mesety a pro svoji nezaměnitelnou podobu se stala významným orientačním bodem. Jižní stěna hory je výrazně strmější než severní. Vrchol nabízí panoramatické rozhledy a byl na něm zřízen geodetický bod. Západně od hory se nachází údolí La Barranca, které bývá často navštěvováno turisty. Nejbližším sídlem je El Boalo v Madridském společenství. La Maliciosa patří do povodí řeky Manzanares. Na úpatí hory byla vybudována přehrada Navacerrada. 
Prochází tudy hranice národního parku Guadarrama. Porost horských svahů tvoří duby a borovice, ve vyšších polohách převládají keře jako retama a čilimník. Lokalitu obývá kozorožec iberský, hraboš sněžný, orel iberský, kavče červenozobé a ještěrka zední. Hlavní horninou je hercynská žula, stáří hory se odhaduje na 65 milionů let.
Název Montaña Maliciosa (Zlomyslná hora) je doložen již ve 14. století a odkazuje k obtížnému výstupu na vrchol. Hora bývá také nazývána La Monja (Jeptiška), protože vrchol pokrytý sněhem připomíná bílou pokrývku hlavy řádových sester. Podle místní pověsti žila původně na vrcholu čarodějnice, která zde zřídila rajskou zahradu. Když tam poprvé pronikli lidé, rozhněvala se a zahradu zničila, takže zůstaly jen holé skály. Hora je zobrazena na jezdeckém portrétu prince Baltazara Karla, který namaloval v roce 1635 Diego Velázquez.